# Étreval
Étreval est une commune française située dans le département de Meurthe-et-Moselle en région Grand Est.

## Géographie
Etreval se trouve dans le Saintois.
| Lalœuf         | Ognéville  |           |
|                | Étreval    | Vroncourt |
| Thorey-Lyautey | Chaouilley |           |

### Hydrographie
La commune est dans le bassin versant du Rhin au sein du bassin Rhin-Meuse. Elle est drainée par le Brenon et le ruisseau du Tabourin,.
Le Brénon, d'une longueur de 26 km, prend sa source dans la commune de Grimonviller et se jette  dans le Madon à Pulligny, après avoir traversé douze communes. 

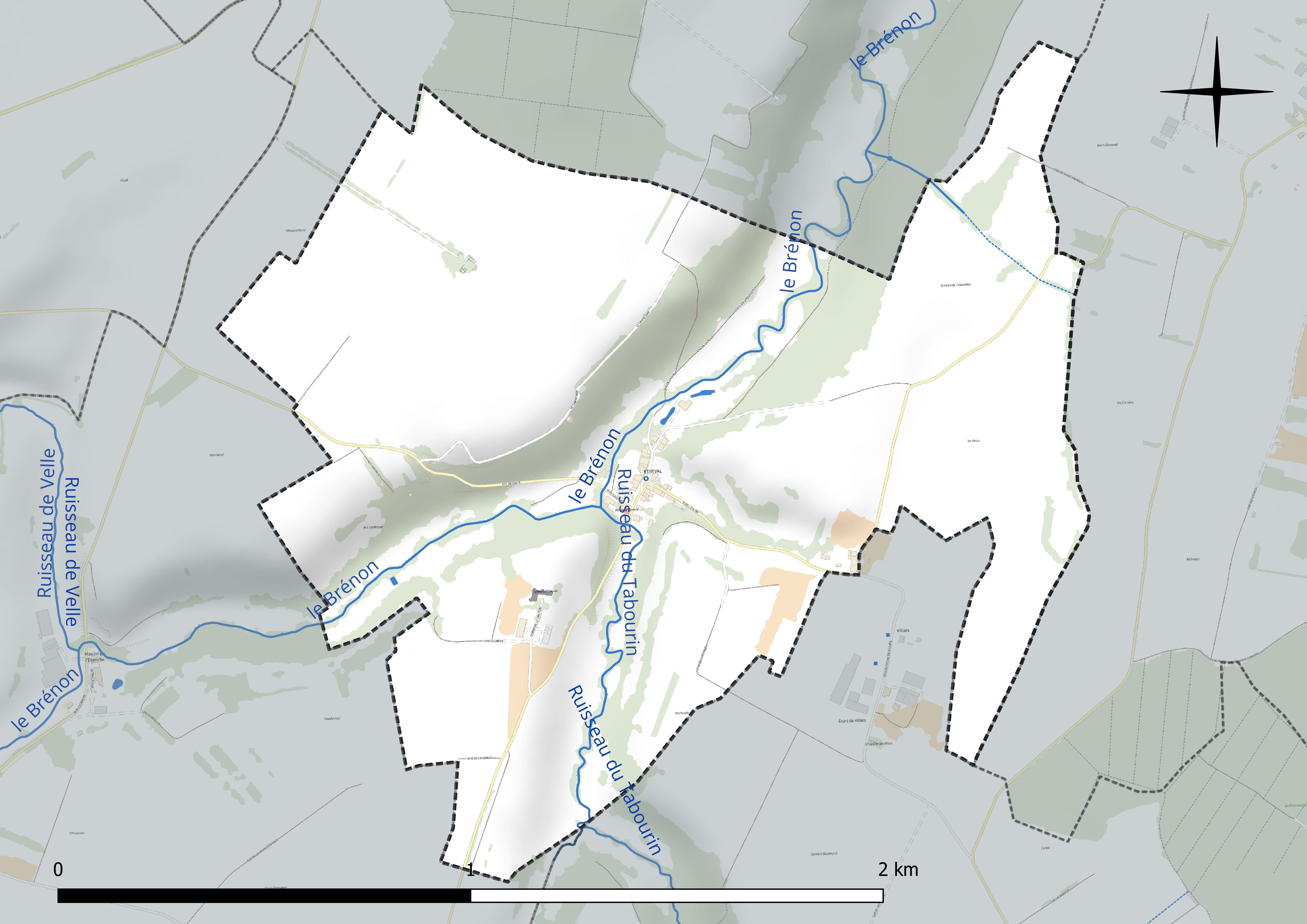
Réseau hydrographique d'Étreval.

### Climat
Pour des articles plus généraux, voir Climat du Grand Est et Climat de Meurthe-et-Moselle.
En 2010, le climat de la commune est de type climat des marges montargnardes, selon une étude du Centre national de la recherche scientifique s'appuyant sur une série de données couvrant la période 1971-2000. En 2020, Météo-France publie une typologie des climats de la France métropolitaine dans laquelle la commune est dans une zone de transition entre le climat océanique altéré et le climat océanique altéré et est dans la région climatique  Lorraine, plateau de Langres, Morvan, caractérisée par un hiver rude (1,5 °C), des vents modérés et des brouillards fréquents en automne et hiver. 
Pour la période 1971-2000, la température annuelle moyenne est de 9,5 °C, avec une amplitude thermique annuelle de 16,9 °C. Le cumul annuel moyen de précipitations est de 877 mm, avec 12,2 jours de précipitations en janvier et 9,8 jours en juillet. Pour la période 1991-2020, la température moyenne annuelle observée sur la station météorologique de Météo-France la plus proche, « Nancy-Ochey », sur la commune d'Ochey à 16 km à vol d'oiseau, est de 10,5 °C et le cumul annuel moyen de précipitations est de 810,4 mm. 
La température maximale relevée sur cette station est de 39,6 °C, atteinte le 25 juillet 2019 ; la température minimale est de −19,1 °C, atteinte le 12 janvier 1987,,. 
Les paramètres climatiques de la commune ont été estimés pour le milieu du siècle (2041-2070) selon différents scénarios d'émission de gaz à effet de serre à partir des nouvelles projections climatiques de référence DRIAS-2020. Ils sont consultables sur un site dédié publié par Météo-France en novembre 2022.

## Urbanisme

### Typologie
Au 1er janvier 2024, Étreval est catégorisée commune rurale à habitat dispersé, selon la nouvelle grille communale de densité à sept niveaux définie par l'Insee en 2022.
Elle est située hors unité urbaine. Par ailleurs la commune fait partie de l'aire d'attraction de Nancy, dont elle est une commune de la couronne,. Cette aire, qui regroupe 353 communes, est catégorisée dans les aires de 200 000 à moins de 700 000 habitants,.

### Occupation des sols
L'occupation des sols de la commune, telle qu'elle ressort de la base de données européenne d’occupation biophysique des sols Corine Land Cover (CLC), est marquée par l'importance des territoires agricoles (96,5 % en 2018), une proportion identique à celle de 1990 (96,5 %). La répartition détaillée en 2018 est la suivante : prairies (38,6 %), terres arables (34,6 %), zones agricoles hétérogènes (23,4 %), forêts (3,5 %). L'évolution de l’occupation des sols de la commune et de ses infrastructures peut être observée sur les différentes représentations cartographiques du territoire : la carte de Cassini (XVIIIe siècle), la carte d'état-major (1820-1866) et les cartes ou photos aériennes de l'IGN pour la période actuelle (1950 à aujourd'hui).

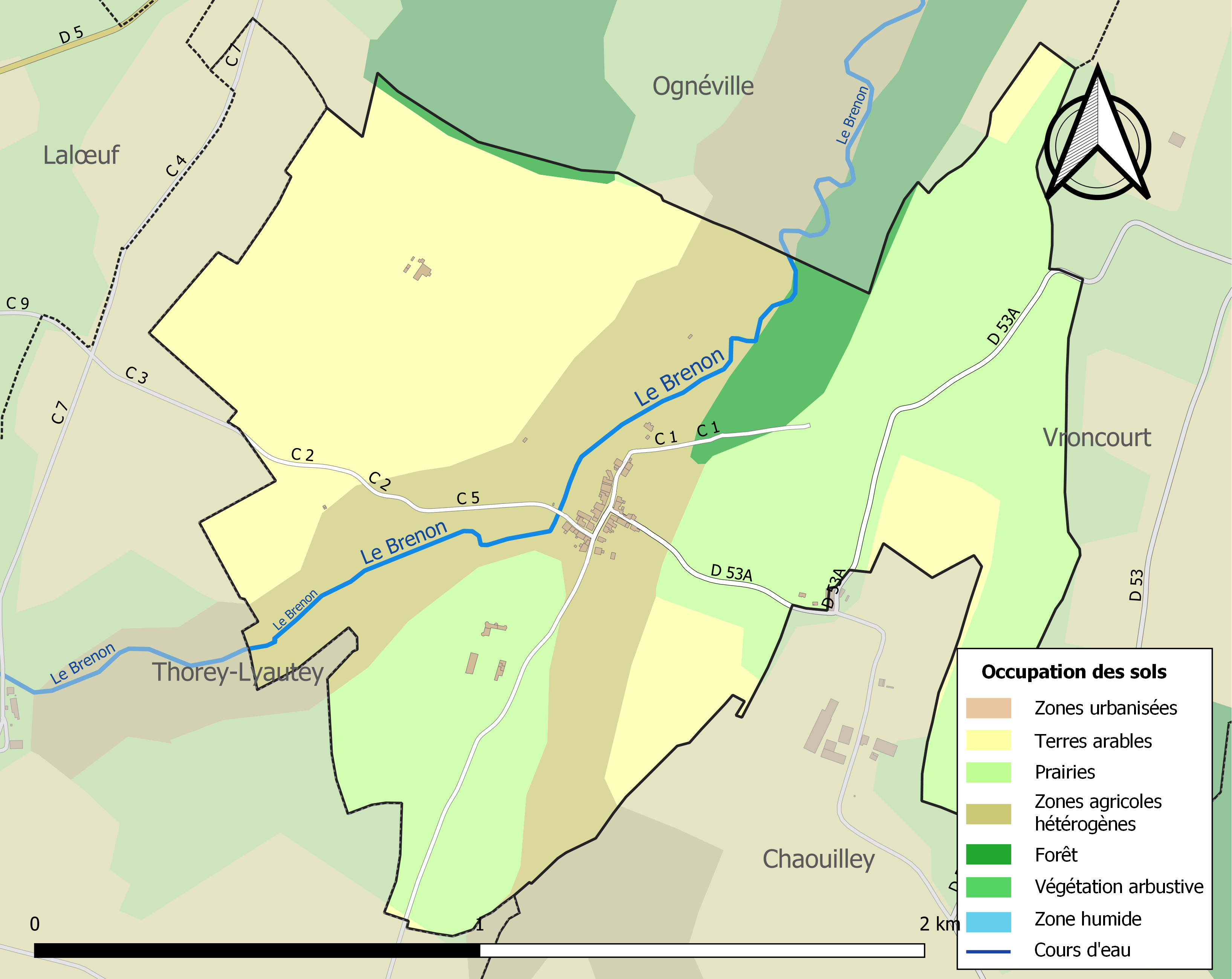
Carte des infrastructures et de l'occupation des sols de la commune en 2018 (CLC).

## Toponymie
Le nom de la localité est attesté sous les formes In Intervallis (1065) ; Estreval (1408) ; Estrewaulx (1487).

De la préposition de l'oil entre et le pluriel de val : « entre les ( deux ) vallées » ; quelques dénasalisations de entre en atur, ote, ater, atær sont attestées dans l'Est de la France.

## Histoire
Présence gallo-romaine.
La mainmorte est supprimée en 1491 par le duc de Lorraine René II. François de Tavagny, capitaine de Vézelise, installe sa résidence secondaire dans le château et, en 1533, le duc Antoine en fait une haute-justice. Le château et la seigneurie passèrent à la famille de Gournay au XVIIe siècle, puis à la famille Beauvau-Craon au XVIIIe, pour laquelle la seigneurie est brièvement élevée au rang de comté en 1724, incluant les villages alentour. Le 24 mai 1768 eut lieu à Nancy Saint-Sébastien le mariage de Nicolas Charles Antoine Thomassin avec Anne Louise de Tervenus d'Étreval ( AD Meurthe-et-Moselle ).

## Politique et administration
| Période                                  | Période  | Identité           | Étiquette | Qualité                                                         |
| ---------------------------------------- | -------- | ------------------ | --------- | --------------------------------------------------------------- |
| Les données manquantes sont à compléter. |          |                    |           |                                                                 |
| mars 2001                                | En cours | Claude Richard     |           |                                                                 |
| mai 2017                                 | mai 2020 | Jean-Marc Chassard |           | Retraité de l'enseignement                                      |
| mai 2020                                 | En cours | Michaël Martin,    |           | Profession intermédiaire administrative de la fonction publique |

## Population et société

### Démographie
L'évolution du nombre d'habitants est connue à travers les recensements de la population effectués dans la commune depuis 1793. Pour les communes de moins de 10 000 habitants, une enquête de recensement portant sur toute la population est réalisée tous les cinq ans, les populations de référence des années intermédiaires étant quant à elles estimées par interpolation ou extrapolation. Pour la commune, le premier recensement exhaustif entrant dans le cadre du nouveau dispositif a été réalisé en 2006.

En 2022, la commune comptait 59 habitants, en évolution de −4,84 % par rapport à 2016 (Meurthe-et-Moselle : −0,13 %, France hors Mayotte : +2,11 %).
| 1793 | 1800 | 1806 | 1821 | 1831 | 1836 | 1841 | 1846 | 1851 |
| ---- | ---- | ---- | ---- | ---- | ---- | ---- | ---- | ---- |
| 110  | 132  | 171  | 179  | 196  | 199  | 192  | 213  | 200  |

| 1856 | 1861 | 1872 | 1876 | 1881 | 1886 | 1891 | 1896 | 1901 |
| ---- | ---- | ---- | ---- | ---- | ---- | ---- | ---- | ---- |
| 189  | 190  | 198  | 196  | 182  | 158  | 139  | 129  | 138  |

| 1906 | 1911 | 1921 | 1926 | 1931 | 1936 | 1946 | 1954 | 1962 |
| ---- | ---- | ---- | ---- | ---- | ---- | ---- | ---- | ---- |
| 145  | 134  | 109  | 101  | 86   | 86   | 84   | 60   | 49   |

| 1968 | 1975 | 1982 | 1990 | 1999 | 2006 | 2011 | 2016 | 2021 |
| ---- | ---- | ---- | ---- | ---- | ---- | ---- | ---- | ---- |
| 30   | 35   | 43   | 44   | 52   | 51   | 69   | 62   | 59   |

| 2022 | - | - | - | - | - | - | - | - |
| ---- | - | - | - | - | - | - | - | - |
| 59   | - | - | - | - | - | - | - | - |

## Culture locale et patrimoine

### Lieux et monuments
- Le château, situé sur un éperon dominant le village, était constitué à la fin du XVe siècle d'une enceinte rectangulaire de 42 mètres par 32 mètres, entourée de fossés secs et cantonnée de six tours rondes (quatre aux angles et deux au milieu des grands côtés) ; deux corps de logis furent construits au nord et à l'ouest par François de Tavagny à partir de 1533 ; à la fin du XVIe siècle, une porte cochère et une porte piétonne, ornées de bossages vermiculés, furent ajoutées à l'entrée de la basse-cour ; il ne reste plus aujourd'hui que le corps principal au nord, celui de l'ouest s'étant écroulé vers 1940 ; les côtés est et sud de l'enceinte ont également disparu. L'élément le plus remarquable du château est sa façade Renaissance, en très bon état de conservation. Les travées, inégales, sont encadrées par deux ordres de colonnes à chapiteaux italianisant, surmontés au niveau du grenier par des pilastres à gargouilles. La façade renaissante est inscrite aux Monuments Historiques par arrêté du 19 janvier 1927, les toitures et les façades du lieudit Derrière le Château sont inscrites par arrêté du 21 décembre 2012[23].
- Église paroissiale Sainte-Anne ( XIXe siècle). Jusqu'à la construction de l'église à l'initiative du propriétaire du château, la commune ne possédait pas d'édifice religieux et dépendait de Thorey-Lyautey.

### Héraldique, logotype et devise
| Blason de Étreval | Blason  | Écartelé: aux 1er et 4e d'azur à trois têtes de griffons d'or celles du chef affrontées, aux 2e et 3e coupé émanché fleurdelisé de deux pièces et une, d'argent et de sable. |
| Blason de Étreval | Détails | Le statut officiel du blason reste à déterminer. |